# Praziquantel
Praziquantel is een anthelminthicum (antiplatwormmiddel) dat vooral ingezet wordt tegen een schistosomiasis, het kan ook worden gebruikt tegen lintworminfecties. Praziquantel is een isochinoline derivaat. Het wordt zowel voor mensen als dieren gebruikt; bekende bijwerkingen zijn onder andere diarree en kolieken.
De stof is opgenomen in de lijst van essentiële geneesmiddelen van de WHO.

## Werkingsmechanisme
Door interactie met het tegument ontstaat er vacuolisatie van de huid. Hierdoor stijgt de calciumpermeabiliteit (doorlaatbaarheid) wat met een gestegen contractie van de spieren gepaard gaat. Het gevolg zijn tetanische contracties. Door de vacuolisatie is ook de penetratie van ontstekingscellen verhoogd.
Praziquantel kent een cesticiede (dodende) werking tegen de volwassen en larvaire stadia van de worm.

## Spectrum
- Taenia
- Dipylidum
- Echinococcus (eerste keuze)
- Gedeeltelijk actief tegen Trematoden